# 루트비히 폰 헤센다름슈타트

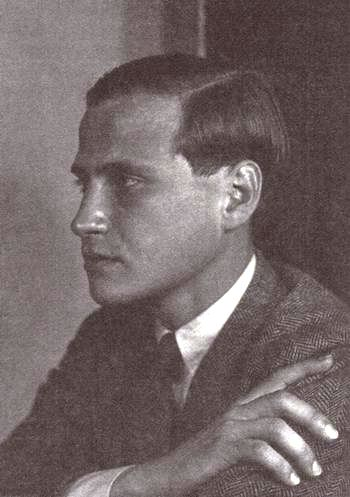
루트비히 폰 헤센다름슈타트

루트비히 폰 헤센다름슈타트(Louis, Prince of Hesse and by Rhine, 1908년 11월 20일 ~ 1968년 5월 30일)는 헤센 대공 에른스트 루트비히 폰 헤센 대공의 막내아들로, 그의 두 번째 아내인 엘레오노레 추 졸름호엔졸름리히 사이에서 태어났다. 그는 빅토리아 여왕의 증손자였다.